# International Quran News Agency
 IQNA (persisch خبرگزاری بین المللی قرآن „Internationale Koran Nachrichtenagentur“, Abk. auch Ikna), meist unter der englischen Bezeichnung International Quran News Agency bzw. auch Iranian Quran News Agency bekannt, ist eine iranische Nachrichtenagentur mit Hauptsitz in Teheran. Ihr Geschäftsführer ist Hodschatoleslam Seyyed Mahdi Taqawi (Seyyed Mehdi Taqavi), der auch der Leiter der Quranic Activities Organization (Koran-Aktivitäten-Organisation) des Landes ist.
Die Nachrichten werden in insgesamt 19 Sprachen (Stand August 2022) veröffentlicht: Persisch, Arabisch, Englisch, Französisch, Urdu, Italienisch, Chinesisch, Russisch, Spanisch, Bengali, Hausa, Pashto, Hindi, Türkisch, Swahili, Azeri, Filipino, Indonesisch und Deutsch.